# Konop, Tărgoviște
Konop (în bulgară Коноп) este un sat în comuna Antonovo, regiunea Tărgoviște,  Bulgaria. 

## Demografie
Componența etnică a satului Konop
     Turci (98,48%)
     Nicio identificare (1,51%)
     Altele (0%)
La recensământul din 2011, populația satului Konop era de 132 locuitori. Din punct de vedere etnic, majoritatea locuitorilor (98,48%) erau turci. Pentru 1,51% din locuitori nu este cunoscută apartenența etnică.